# Antoine-Marie Cazaux
Pour les articles homonymes, voir Cazaux.
Antoine-Marie Cazaux (13 juin 1897, Pouillon - 1er juillet 1975, Luçon) est un prélat français qui fut influent au sein de l'épiscopat français comme évêque de Luçon ; il devint après sa retraite évêque in partibus de Thubunae (de).

## Biographie
Il est étudiant séminariste quand il est mobilisé comme soldat de 2e classe le 8 janvier 1916 au 88e régiment d'infanterie. Il est nommé sous-lieutenant le 6 janvier 1918. Titulaire de 5 citations, il est décoré de la Croix de Guerre le 30 décembre 1918 puis fait Chevalier de la Légion d'honneur (à titre militaire) le 22 avril 1919 (rang du 30 novembre 1918) . 
L'abbé Cazaux est ordonné prêtre le 29 juin 1922.
Mobilisé en 1939 comme capitaine il est blessé le 19 juin 1940 aux combats de Saint-Hippolyte (citation du 11 juillet 1945).
Il est évêque de Luçon du 11 octobre 1941 au 4 juillet 1967. Il consacre évêque en 1948 {Henri Vion, futur évêque de Poitiers. Il assiste aux sessions du concile Vatican II. Après sa retraite, il est nommé évêque titulaire de Thubunae (de).
Il est en 1941 et à quarante quatre ans, le plus jeune évêque de France. Evêque de Luçon, il se distingue, dès 1945, par son combat pour l'école catholique en Vendée. En effet toutes les subventions à l'enseignement catholique sont supprimées après la seconde guerre mondiale. Et il se battra pour que ces subventions soient rétabliées.
Il a ordonné au cours de son épiscopat 775 prêtres.

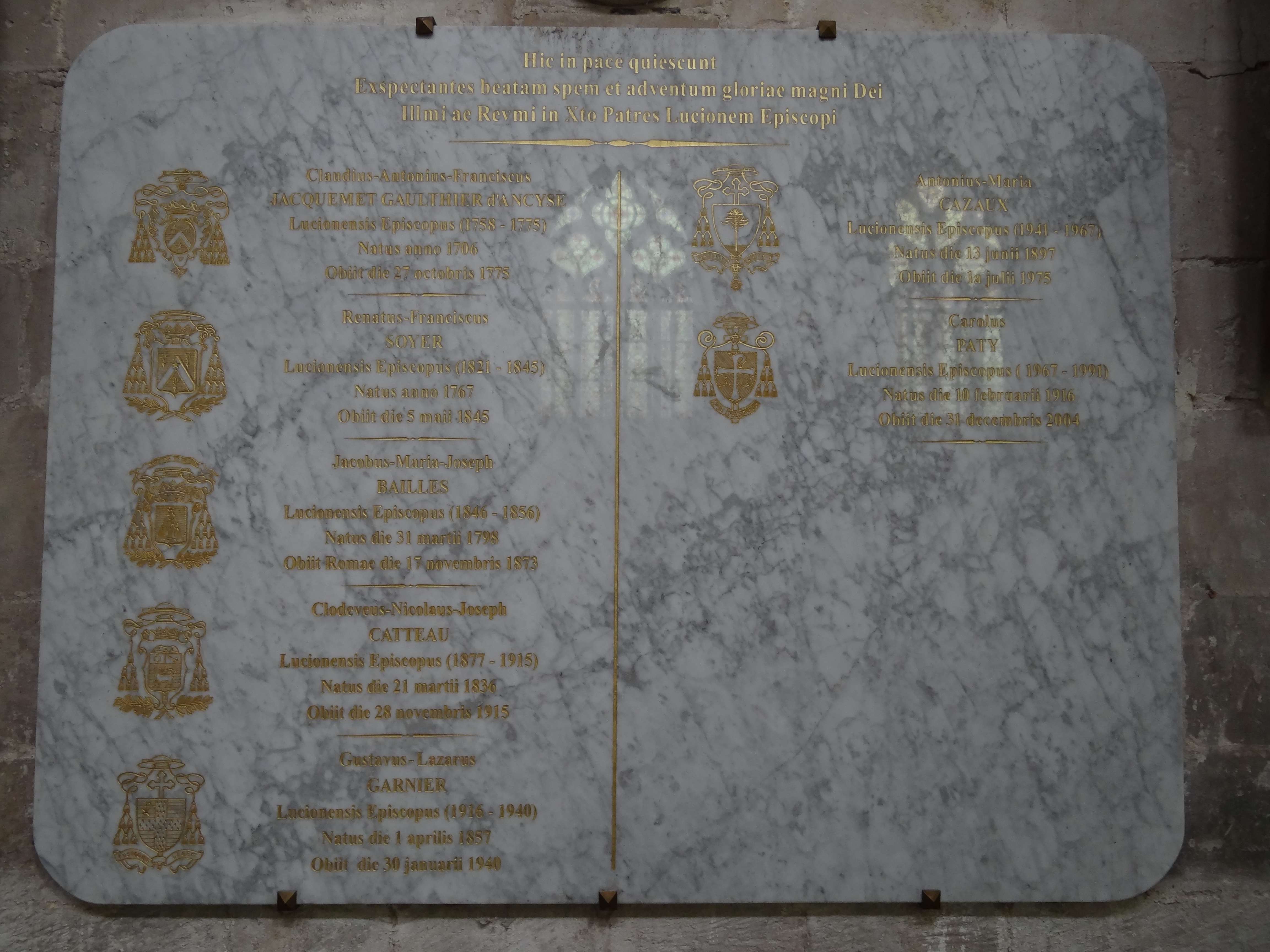
La plaque commémorative du caveau des évêques dans le déambulatoire nord de la cathédrale de Luçon.

Il est inhumé dans le caveau des évêques sous le chœur de la cathédrale de Luçon.

## Distinction
- Officier de la Légion d'honneur (5 janvier 1954)[2]
- Croix de guerre 1914–1918 (5 citations)
- Croix de guerre 1939–1945 (1 citation)